# Fay Ajzenberg-Selove

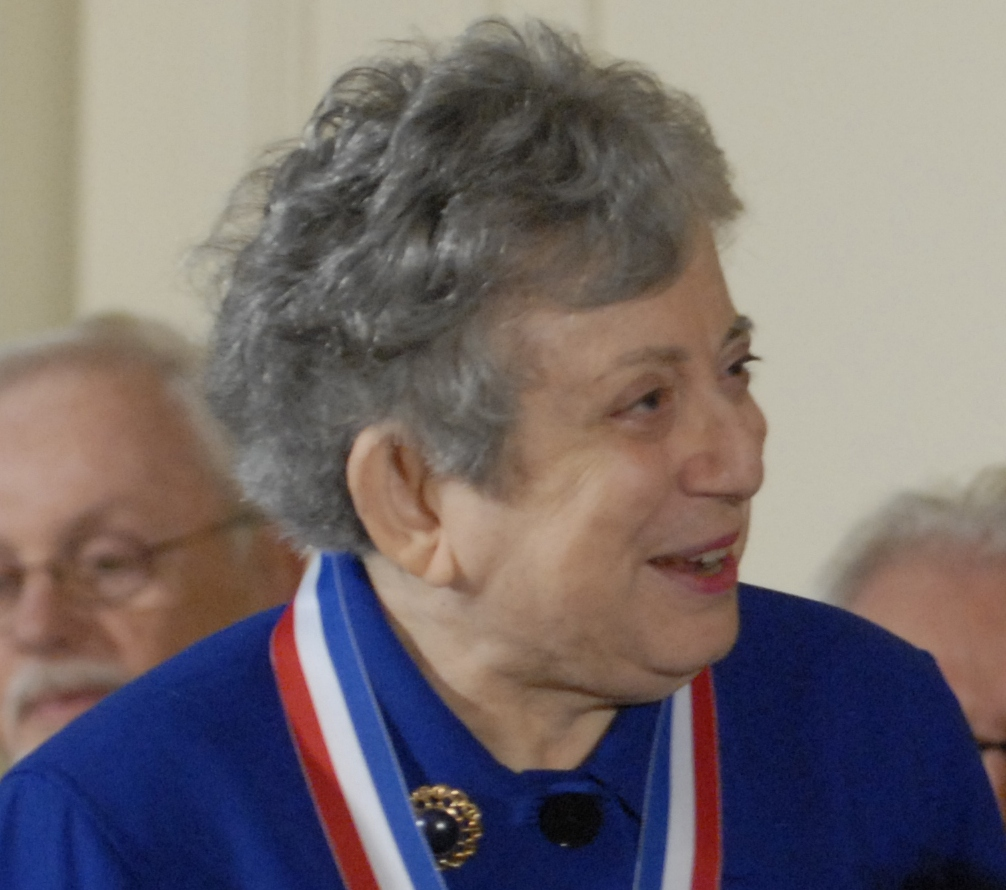
Fay Ajzenberg-Selove, 2008.

Fay Ajzenberg-Selove, geborene Aisenberg, (* 13. Februar 1926 in Berlin; † 8. August 2012 in Haverford, Pennsylvania) war eine US-amerikanische experimentelle Kernphysikerin.
Ajzenberg-Selove kam 1940 mit ihrer Familie in die USA als jüdischer Flüchtling aus Europa (die Familie wanderte 1930 von Deutschland nach Paris aus, nach der deutschen Besetzung aus Frankreich nach Portugal). Sie studierte an der University of Michigan (Bachelor 1946), zunächst mit dem Ziel Ingenieur zu werden. Sie wechselte dann zur Physik, nachdem sie an der Columbia University Kurse belegt hatte und 1949 einen Sommeraufenthalt in den Schweizer Alpen mit dem Studium kosmischer Höhenstrahlung hatte. Sie studierte an der University of Wisconsin, wo sie 1949 ihren Master machte und 1952 promoviert wurde. Danach war sie Dozent (Lecturer) am Smith College (dessen Ehrendoktor sie 1995 wurde) und Visiting Fellow am Massachusetts Institute of Technology. 1953 wurde sie Assistant Professor an der Boston University und 1956 Associate Professor am Haverford College, wo sie 1962 Professor wurde und mehrfach der Physik-Fakultät vorstand. Ab 1973 war sie Professor an der University of Pennsylvania.
Sie befasste sich vor allem mit Kernspektroskopie leichter Kerne und gab entsprechende Übersichten mit Thomas Lauritsen – mit dem sie zuerst als Post-Doktorandin am Caltech zusammenarbeitete – und anderen heraus (sie erschienen jährlich in der Zeitschrift Nuclear Physics A).
Im Jahr 1955 heiratete sie Walter Selove. Sie war Fellow der American Physical Society (APS) und der American Association for the Advancement of Science (in deren Leitungsrat sie von 1974 bis 1980 war). 1965/1966 war sie Guggenheim Fellow. 1973/1974 stand sie der Abteilung Kernphysik der APS vor und 1978 bis 1981 der Kommission für Kernphysik der IUPAP. 1999 erhielt sie die Nicholson-Medaille der APS und 2007 die National Medal of Science.
Sie war Ehrendoktor des Smith College (1995), der Michigan State University (1997) und des Haverford College (1999).

## Schriften
- A matter of choices, Rutgers University Press 1994 (Autobiographie)
- Nuclear spectroscopy, 2 Bände, Academic Press 1960, Reprint 1966
- mit Ernest K. Warburton Nuclear spectroscopy, Physics Today, November 1983